# Jodokus Kehrer
Jodokus Kehrer (* 2. März 1889; † 31. Mai 1932 in Burscheid) war ein Polizei-Betriebsassistent und SA-Truppführer in Burscheid. Nachdem er von Kommunisten getötet worden war, stilisierte ihn die NS-Propaganda zu einem „Märtyrer der Bewegung“.

## Tod
Nach einer nationalsozialistischen Versammlung in Wermelskirchen begaben sich am 31. Mai 1932 dreißig Parteigenossen der NSDAP in ihren Heimatort zurück, unter ihnen der SA-Truppführer Jodokus Kehrer aus Burscheid. Auf der Landstraße kam ihnen ein Motorrad mit Beiwagen entgegen, das mit den beiden kommunistischen Stadtverordneten Pulm (oder Pullem) und Zeno Berger besetzt war. Auf zehn Meter Entfernung hielten die beiden Kommunisten an und feuerten zehn Schüsse in die Gruppe hinein. Drei Nationalsozialisten wurden schwer verletzt, Kehrer, verheiratet und Vater zweier Kinder, wurde durch einen Kopfschuss tödlich getroffen.
Die Polizei nahm wenig später drei Tatverdächtige aus Burscheid fest. Das Schwurgericht in Düsseldorf sah es als erwiesen an, dass Pullem den tödlichen Schuss auf Kehrer abgegeben hatte. Der Täter war jedoch unmittelbar nach der Tat spurlos verschwunden, vermutlich war er in die Sowjetunion geflohen. Den zunächst ebenfalls verdächtigten Berger verurteilte das Schwurgericht lediglich „zu sechs Monaten Gefängnis wegen Waffenbesitzes“. Nachdem die Nationalsozialisten in Deutschland die Macht übernommen hatten, wurde das Verfahren gegen ihn wieder aufgenommen. Das Gericht verurteilte ihn nun zu 15 Jahren Zuchthaus. Durch seinen Tod galt Kehrer den Nationalsozialisten als „Märtyrer der Bewegung“.

## Straßenumbenennungen in Jodokus-Kehrer-Straße
- Die Stadt Burscheid benannte eine Straße nach Kehrer und errichtete ihm ein Denkmal.[1]
- In Leverkusen wurde die heutige „Heinrich-Brüning-Straße“ 1905 „Hauptstraße“ genannt. 1920 wurde sie in „Bürriger Straße“ und 1936 in „Jodokus-Kehrer-Straße“ umbenannt. 1945 nach dem Krieg hieß sie „Von-Ketteler-Straße“, 1962 „Adolf-Kolping-Straße“ und seit 1975 heißt sie „Heinrich-Brüning-Straße“[3][4][5]
- In der damals neuen Siedlung Neuss-Reuschenberg wurde im Dezember 1937 eine neue Straße nach Kehrer benannt.[6]
- In Hilden griff man mangels eines lokalen „Blutzeugen“ auf einen „Märtyrer aus der Region“ zurück und benannte 1939–1945 die „Südstraße“ nach Kehrer.[1]
- In Monheim am Rhein gab es eine „Jodokus-Kehrer-Straße“.[7]